# Rémeling
Rémeling település Franciaországban, Moselle megyében. Lakosainak száma 337 fő (2022. január 1.). Rémeling Grindorff-Bizing, Halstroff, Kirschnaumen, Launstroff, Waldwisse és Manderen-Ritzing községekkel határos.

## Népesség
A település népessége az elmúlt években az alábbi módon változott:
| Lakosok száma | 272  | 269  | 269  | 307  | 311  | 306  | 308  | 320  | 320  | 337  |
|               | 1968 | 1982 | 1990 | 2006 | 2013 | 2015 | 2017 | 2019 | 2020 | 2022 |